# انیسا انور علی
انیسا انور علی (انگلیسی: Anwar Ali؛ زادهٔ ۲۸ اوت ۲۰۰۰) بازیکن فوتبال است.
از باشگاه‌هایی که در آن بازی کرده‌است می‌توان به باشگاه فوتبال بمبئی سیتی اشاره کرد.